# 爆吧
爆吧，是一个中国互联网的网络暴力活动，特指针对中国大陆互联网论坛百度贴吧的某个目标贴吧以非常高的发送频率发送大量垃圾信息的刷屏行为，从而达到干扰与破坏贴吧的正常运转的目的。

## 起因
爆吧活动的发起通常是因为某些领域的网友对某些贴吧的某些现象，甚至是现实现象不满，也有人是为了增加虚假人气，还有人是为了纯粹的破坏。

## 手段
爆吧手段主要包括：
- 发表几乎没内容的帖子，使该类帖子占满该贴吧的第一页。
- 在已有的帖子中大量发表回复，回复的对象包括已长期无人回复的帖子（简称“挖坟”）或回精品帖子（简称“顶精”）。
- 向目标贴吧发布大量带有色情内容（如同人本、AV，简称“本子节”），这是较新颖的爆吧手法，此举可提高爆吧的影响力（吸引网友围观）并且更容易使目标贴吧的发帖权限受到限制。

技术上，现多数爆吧行为均有团队运作，而且并有相关的自动化软件，能发生具有极复杂规律的爆吧操作，从而令清理爆吧相当困难。除了群体性的爆吧，也有个人利用JavaScript技术编写小书签、Greasemonkey脚本以实施爆吧操作，但破坏力有限。在没有工具的辅助下，网民也可以组织大量马甲进行爆吧行为，不过会需要较长的准备时间。

## 解决方法
预防和阻止爆吧行为的手段主要有贴吧自动防御，贴吧吧主手工处理或借助自制的第三方软件这几种：

### 系统自动处理
为应对频繁的爆吧行为，百度为贴吧提供相应的防御措施。通过检测发帖行为，对可能爆吧的用户账号进行封禁，并清除垃圾帖子，或对管理人员进行预警。但由于爆吧行为十分的灵活，所以此系统效能可能会受到影响。 

### 人工处理
当发生爆吧时，管理人员可以将爆吧贴子删除，同时对会爆吧的ID进行封禁，使爆吧ID无法继续发帖进行爆吧。如果爆吧的ID众多，无法及时封禁的话，可以对发言条件设置限制，如对非目标贴吧会员的发帖者启用较为复杂的验证码系统，甚至暂时停止用户在该贴吧发帖的功能。
此外，部分在线的会员也会将被压下的正常帖子进行回复使其回归贴吧首页，尽可能地保持贴吧首页的正常面貌。

### 借助第三方软件处理
由于爆吧行为迅速，管理员单靠系统自带的管理工具仍难以应付。由于其复杂的规律性，有人自行制作第三方的管理工具，能更好地辅助处理部分爆吧行为（如辅助删帖和封禁等）。

## 著名爆吧事件

### 6.21事件（李毅吧与李宇春吧相互爆吧）
2007年6月21日，由于李毅吧与李宇春吧发生冲突，引起了李毅吧用户的不满，以手工处理方式刷爆李宇春吧近2,000页，在最快的时候速度达到每秒10帖。吧主试图以删帖抵挡进攻，然而效果不彰。其後百度管理员受理此事，将李宇春吧设定為只可浏览。

### 劲舞团吧爆吧事件
2008年5月19日到5月21日为汶川大地震国家哀悼日，所有娱乐类网站暂时关闭，部分玩家在劲舞团吧发泄不满，并侮辱地震死难者。其后当天下午劲舞团吧及相关贴吧遭到爆吧，指责该玩家群体不尊敬死难者的行为，并要求政府对该游戏进行封杀。

### 东方神起吧爆吧事件
2008年11月，据信东方神起的成员沈昌珉在首尔金浦机场被一名中国籍女子用包袭击。因此很多东方神起的粉丝通过各种渠道人肉该名女子的信息，并对其进行谩骂、诅咒恐吓等行为。东方神起粉丝不礼貌的行为，引發网民的愤怒。于2008年11月28日，东方神起吧及相关贴吧遭到爆吧，直到贴吧启用限制发帖才得以结束。其中也波及百度贴吧的专用投诉贴吧。

### “家駒門”事件
2009年9月25日，四川卫视《天下笑友会》“谁是下一个小沈阳”节目中，主持人大兵和一个叫“棒棒糖”的嘉宾，用侮辱的言语来调侃BEYOND乐队的已逝音乐人黄家驹。事后四川卫视迟迟不道歉激怒了BEYOND的歌迷。9月30日，四川卫视在其官网上挂出道歉声明，但众多歌迷仍然要求四川卫视、大兵、李涛、棒棒糖公开视频道歉。2009年10月3日晚上7点，四川卫视吧被爆吧， 随后歌迷又转移目标对准大兵吧，爆吧页面将近20多页。

### 六九圣战事件
六九“圣战”，或“69圣战”，指一起发生在2010年6月9日，由某些中国网民在一些知名网络论坛社区攻击明星官网、贴吧等相关论坛、社区的事件。由此造成了相关网站不能正常访问。某些网民们将这次攻击的行为称之为“六九圣战”。其活动口号为：“脑残不死，圣战不休”。此次活动主要为针对当时网络上「哈韩」的群体展开大规模的言论攻击。

### 摩尔庄园爆吧事件
摩尔庄园爆吧事件是一起发生在2009年8月27日的网络事件。这件事情的起因是8月27日，中央电视台新闻节目朝闻天下称摩尔庄园存在收费情况，并且易于上瘾。让摩尔庄园的用户认为是批评性报道，当天对百度贴吧朝闻天下吧爆吧，且言辞激烈。最后，朝闻天下吧吧主和百度公司为了平息这次爆吧，开始进行封号和封IP。最终，爆吧于9月1日基本平息，但依然有人要求朝闻天下道歉。

### 7·29韩粉球迷贴吧大战
729韩粉球迷贴吧大战，指的是在2013年7月28日至7月29日发生于百度贴吧的一场大规模爆吧行动。2013年7月28日，一位名叫潘梦莹的腾讯微博用户在其微博侮辱C罗、梅西等足球明星，蔑视足球运动，并且拿权志龙与足球明星比较，引来了皇马球迷与巴萨球迷的不满，双方随即在微博上爆发了冲突，皇马吧与巴萨吧决定在当晚八点联手20多个足球贴吧开展爆吧行动。由于人数越来越多，并且点燃了网友对韩国明星粉丝历来的愤怒，最终导致李毅吧与WOW吧两个百度贴吧中最有影响力的贴吧的参与，主力军由皇马吧巴萨吧转移到李毅吧。2013年7月28日晚上八点左右，整个爆吧行动达到最高潮。由于在爆吧过程中传闻此女是魏晨的粉丝，因此李毅吧在29日零点又爆了魏晨吧。

### 杜海涛吧事件
2013年11月份，韩国BIGBANG队长权志龙在北京出席某盛典，作为主持人的杜海涛看到偶像，不但激动得语无伦次，恳求与偶像合影，还单膝下跪颁奖。不少人认为杜海涛身为公众人物此举有失妥当，会给大批未成年粉丝做出错误示范。激进的网友则直接骂此行为是“无节操脑残”。

#### 权志龙吧爆吧事件
权志龙吧也因杜海涛吧事件遭遇了自2013以来继7·29韩粉球迷贴吧大战以来第二次大规模爆吧事件。

### 李敏镐吧事件
2014年除夕夜，因不满韓國藝人李敏镐登上春晚舞台，以及李敏镐吧有人发言辱骂周恩来，中國大陸网友出于民族主義情緒對李敏镐吧發動爆吧襲擊。

### 2014年3月大规模爆吧事件
2014年3月初，Bug吧的用户“Dun神”利用百度贴吧的技术漏洞发起XSS攻击，在发帖内容中加入了特定的代码，并标明“来自test吧”，用户把光标指向帖子标题即可触发爆吧行为，根据用户所关注的用户及贴吧把该帖转发到其他贴吧，大吧主如果触发则会自动解职并触发权限导致小吧主解职，小吧主触发则会触发封禁所有小吧主的事件。Bug吧还散布谣言声称要在3月10日凌晨发起主动攻击以使贴吧系统崩溃。此次事件导致大量贴吧被该帖洗版，一些吧务因遭遇袭击而被解除权限，但只有Bug吧、Chrome吧、Firefox吧、罪恶都市吧等贴吧免受攻击，移动版页面因为技术限制而不受影响。事件发生后，百度公司暂时封禁了Bug吧并删除此类肇事帖以平息此事件，许多遇袭的吧主前往吧主专区吧发帖投诉。但这起XSS攻击过后，百度工作人员向贴吧转发来自百度知道用户的提问，并将贴吧用户的回复以“热心网友”的名义反馈到原题，但不够准确，会转发到一个与问题无关的贴吧，结果对各大贴吧再次构成爆吧，被一些用户指责为“官方爆吧”，为此有人试图用Greasemonkey脚本屏蔽这类帖子，还有人为此开发了批量删帖工具。

### 300英雄官方吧爆吧事件
300英雄在2014年7月24日的版本更新中，原本游戏中的装备图标变为类似《英雄联盟》的图标，后有人发布消息称，《300英雄》将更名为《英雄联盟2》。结果触怒玩家，大批玩家自发集结前往300英雄官方贴吧，发布大量涉黄内容爆吧，最终300英雄官方贴吧被封。采用这种方式爆吧在贴吧历史上还是首次，该次事件被称为“724本子节”。

### EXO爆吧事件
2014年7月20日，发生了贴吧大规模的爆吧活动，EXO吧与EXO王道吧等多个贴吧遭受攻击，此事被称作“EXO爆吧事件”。

### 愛奇藝爆吧事件
2014年12月底及2015年2月初，bilibili用户兩次在深夜對愛奇藝吧進行瘋狂爆吧，手法是大量發佈二次元色情圖片，起因是多家網站起訴bilibili侵權事件，其中愛奇藝購買了大量動畫的獨家播放權，導致他們無法在bilibili觀看。

### EXO粉丝爆吴京和普京吧事件
2015年3月，吴京在一次访谈中被记者提问是否知道EXO，并展示出了一张EXO的照片。但吴京直言自己不认识EXO，还问EXO是男的还是女的。。这直接导致了百度“吴京吧”被一些EXO的粉丝爆吧。另外部分EXO粉丝则把“吴京”听岔成“普京”，所以普京吧也遭受这一攻击。更有EXO粉丝向普京发出最后通牒，称如果对方不道歉自己第二天将以不吃早餐作为抗议。

### 王大雷吧被出售事件
2015年11月11日至12日，百度王大雷吧被多篇赞扬贵州省黔西南布依族苗族自治州望谟县复兴镇三村同名村主任“好人好事”的帖子洗版，原吧主也被撤销。但之后该名村主任被爆出存在违纪行为，且被望谟县纪委处以留党察看一年的处分，并已被停职。原吧主认为王大雷贴吧被百度出售予该村主任，各足球俱乐部贴吧的网民此后对王大雷吧进行爆吧，甚至发布一些违禁内容，以迫使百度将贴吧关闭后重新交还用户。

### WCA吧爆吧事件
2015年12月19日，由于WCA2015出现场地设计等问题，吧友向WCA吧发布大量涉黄内容爆吧。

### 乐视网吧爆吧事件
2016年1月8日，快播涉黄案开庭审理中，快播方辩护人称举报者为乐视，后有吧友向乐视网吧、乐视会员吧发布涉黄内容爆吧。此外，乐事吧、乐事薯片吧因名称相近，也遭到小规模爆吧。

## 註解
1. ↑  爆吧5，其中一种爆吧软件的截图
2. ↑  .   [2012-03-20]. （原始内容存档于2013-10-29）.，其中一则关于贴吧进行防护措施的新闻转载，由于发布时间较久，同时期间发生一些大型事件，原有公告记录丢失
3. ↑  .   [2012-03-20]. （原始内容存档于2017-04-17）. 其中一份关于百度内部防御机制的分析
4. ↑   註: